# Ed Wagemakers
Eduardus Christiaan Maria (Ed) Wagemakers (Den Haag, 22 november 1947) is een Nederlands advocaat en voormalig politicus. Hij was van 1983 tot 1995 en van 2003 tot 2007 namens het Christen-Democratisch Appèl (CDA) lid van de Eerste Kamer der Staten-Generaal. Wagemakers was woordvoerder voor justitiezaken.

## Levensloop
Ed Wagemakers doorliep het gymnasium in Sint-Michielsgestel en studeerde vervolgens planologie en rechten aan de Katholieke Universiteit Nijmegen. In 1965 werd hij lid van de Katholieke Volkspartij, in 1967 werd hij bestuurslid van deze partij in de afdeling 's-Hertogenbosch. In 1975 werd hij gekozen in de Provinciale Staten van Noord-Brabant.
Vanaf 1976 was Wagemakers werkzaam als advocaat. In 1983 werd hij lid van de Eerste Kamer. In de senaat hield hij zich bezig met defensie en justitie. In 1995 nam hij afscheid van de Kamer, in 2003 keerde hij weer terug voor een nieuwe periode van vier jaar.

## Onderscheiding
- Ridder in de Orde van Oranje-Nassau (30 april 1997)

## Persoonlijk
Wagemakers is een zwager van Essent-bestuursvoorzitter Michiel Boersma. Zijn vader Ton Wagemakers was wethouder in 's-Hertogenbosch en burgemeester van Heeswijk-Dinther. Twee andere familieleden van hem zijn raadslid.
- Parlement.com: vg09llnw0xgv